# ولفگارتن
ولفگارتن (به آلمانی: Wolfgarten) یک منطقهٔ مسکونی در آلمان است که در اشلایدن واقع شده‌است. ولفگارتن ۵۱۱ متر بالاتر از سطح دریا واقع شده‌است.